# ۱۰۲ (عدد)
۱۰۲ (گروه کبیر)
۱۰۲ یا 102 معروف یک گروه کلاسی بسیار معروف است که از 901 کبیر منشعب شده است.
اعضا اصلی: کلاب میکسر پاپیلوش متینو بشولت برنون جاهل کیارش حیله گر و ...

اعضای فرعی : تعریف نشده.

اعضای حذف شده: شاکرم نادان
در سال 1397 چندین حیله گر به جلسه رفتند و ازمونی دادند . در این ازمون 75 نفر قبول شد که 15 نفر از حیله گر ترین انسان ها 701 مخوف را تاسیس کردند. حیله گر ترین عضو این گروه نفر اخر ازمون بود که توسط اقای اقای طاهری مورد تماس قرار گرفت.(متینو)
این عضو با شیوع ویروس کرونا باعث لغو ازمون ها شدند و گروهی به رهبری کلاب کبیر تاسیس کردند که در زمان اهمیت گروها ببیشترین دوام را داشت.
در تابستان این گروه به مدت کمی به خاموشی رفت و در مهر همان سال 801 قدرتمند تشکیل شد که مهمترین منبع سوالات امتحانی در ان رد و بدل میشد .
در اواخر سال 801 به خاطر فیلم دیوید انها تهدید به اخراج شد اما این اتفاق نیوفتاد. و دیوید به شیخ احمد تغییر نام داد.
در سال 1400 مهمترین گروه یعنی 901 کبیر تاسیس شد که قوی ترین مافیا در میان مافیای 902 و 903 بود و 901 کبیر انهارا حتی به رسمیت نمیشناخت. بزد جاسوس 901 در 903 بود. 
پس از فروش واکسن توسط خود این مافیا مدارس باز شد و ازمون ها دوباره به راه افتادند.

پس از جدا شدن طولانی مدت اعضا در این وضع کلاب کبیر با کمک پاپیلوش موفق به متحد کردن دوباره 901 شد اما اینبار با نام 102 معروف در این حالت چندین نفر به گروه اضافه شدند. احتمالا در سال های اینده 202 سیگما و 302 نامحدود نیز اضافه شود.